# Kuei Ya Chen
Kuei Ya Chen (1990) es una deportista estadounidense que compitió en bádminton, en la modalidad de dobles. Ganó dos medallas en los Juegos Panamericanos, bronce en 2007 y plata en 2019.

## Palmarés internacional
| Juegos Panamericanos | Juegos Panamericanos    | Juegos Panamericanos | Juegos Panamericanos |
| Año                  | Lugar                   | Medalla              | Prueba               |
| -------------------- | ----------------------- | -------------------- | -------------------- |
| 2007                 | Río de Janeiro (Brasil) | Medalla de bronce    | Dobles               |
| 2019                 | Lima (Perú)             | Medalla de plata     | Dobles               |